# Delanggu (plaats)
Delanggu is een bestuurslaag in het regentschap Klaten van de provincie Midden-Java, Indonesië. Delanggu telt 5274 inwoners (volkstelling 2010).